# Albrecht Conrad Thaer

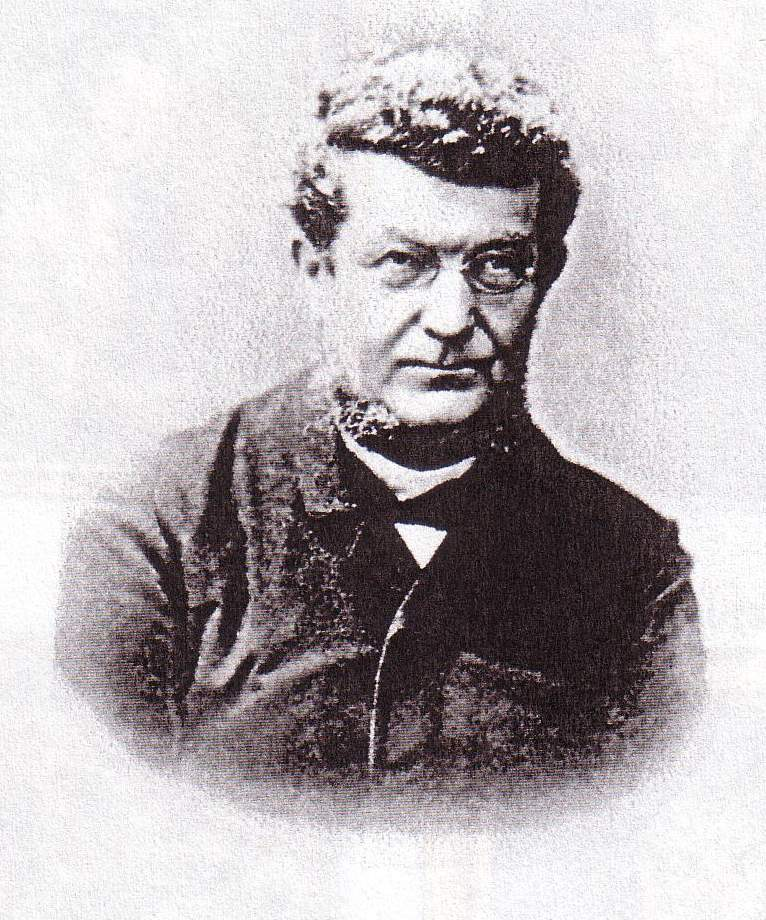
Albrecht Conrad Thaer (circa 1875)

Albrecht Conrad Thaer (* 6. August 1828 in Lüdersdorf (Provinz Brandenburg); † 13. Dezember 1906 in Gießen), ältester Sohn von Albrecht Philipp Thaer und Enkel von Albrecht Daniel Thaer, war ein deutscher Agrarwissenschaftler.

## Leben und Wirken
Seine akademische Laufbahn begann er 1846 als Student der Naturwissenschaften an der Universität Heidelberg. 1847 wechselte er an die Landwirtschaftliche Akademie Möglin und seit 1848 studierte er Naturwissenschaften und Nationalökonomie an der Universität Berlin. Dort wurde er 1851 mit einer Dissertation aus dem Gebiet der Zoologie zum Dr. phil. promoviert. Anschließend arbeitete er zwei Jahre lang als praktischer Landwirt in England und Schottland. 1853 übernahm er die Verwaltung zweier Landgüter seines Vaters.
Von 1859 bis 1861 war Thaer als Lehrer an der Landwirtschaftlichen Akademie zu Möglin tätig. 1860 habilitierte er sich an der Philosophischen Fakultät der Universität Berlin für das Fachgebiet Landwirtschaft mit der betriebswirtschaftlich orientierten Schrift Die Wirthschaftsdirection des Landgutes.
Nach dem Mitte März 1862 erfolgten Tod des C. Schulz-Fleeth entschied sich Kultusminister Heinrich von Mühler für die Wiederbesetzung der außerordentlichen Professur für Landwirtschaft an der Berliner Universität. Dazu fragte er mit Schreiben vom August 1862 Landwirtschaftsminister Heinrich Friedrich von Itzenplitz, „ob etwa der bei der philosophischen Facultät hierselbst für das Fach der Landwirthschaft habilitirte Privatdocent Dr. Thaer sich für die vacante Stelle qualificiren möchte.“
Ende September forderte Mühler das für diese Wiederbesetzung erforderliche Gutachten der Fakultät an. Bei der „Ernennung des Dr. Thaer zum ausserordentlichen Professor“, so Dekan und Professoren vom Dezember 1862, „darf die Facultät, solange nicht seine ausschliessende Begabung für diese Stelle feststeht, die Rücksicht auf die übrigen Privatdocenten nicht ausser Augen lassen.“ Außerdem konnte Thaer „erst 1 1/2 Semester hindurch Vorlesungen“ aufweisen, weshalb die Fakultät auf Paragraph 52 der Statuten verwies, wonach „Beförderungsgesuche von Privatdocenten vor Ablauf von 3 Jahren nach der Habilitation als unzulässig bezeichnet werden.“ Die Fakultät sah sich daher „aus den dargelegten Gründen“ außer Stande, die „Ernennung des Dr. Thaer zum Professor zu befürworten.“
In einem zweiten Gutachten vom November 1863 warnte die philosophische Fakultät erneut davor, im Falle von Thaers Ernennung zum Professor, „eine theoretische mit einer practischen Thätigkeit zu vereinen“. Die Fakultät befürchtete dies um so mehr, „als dem Vernehmen nach, seit dem kürzlich erfolgten Tod seines Vaters, auch noch die Leitung von Möglin ihm zugefallen“ war.
Seit 1861 lehrte er als Privatdozent. Anfang Juni 1866 informierte Kultusminister Mühler Landwirtschaftsminister Werner von Selchow darüber, dass er „nunmehr den bisherigen Privatdocenten Dr. Albrecht Thaer zum außerordentlichen Professor der Landwirthschaft an der hiesigen Universität mit der etatsmäßigen Besoldung von 400 r. jährlich ernannt“ hatte. 1866 gründete Thaer mit anderen in Berlin den später berühmten Klub der Landwirte.
1871 folgte Thaer einem Ruf an die Universität Gießen. Hier übernahm er als ordentlicher Professor den Lehrstuhl für Landwirtschaft und wurde Direktor des neu gegründeten Landwirtschaftlichen Instituts. 30 Jahre lang bis zu seiner Emeritierung im Jahre 1901 hat er hier als erfolgreicher Lehrer und Forscher gewirkt. Er hielt Vorlesungen über alle Teilgebiete der Landwirtschaftswissenschaft. Nach seinen Plänen wurde ein landwirtschaftliches Laboratorium gebaut und ein Versuchsfeld eingerichtet.
In Gießen entfaltete Thaer eine rege wissenschaftlich-publizistische Tätigkeit. Wissenschaftshistorisch beachtenswert ist seine 1871 gehaltene akademische Antrittsrede Die Landbauwissenschaft als Universitäts-Disziplin. Zu seinen bedeutendsten Veröffentlichungen gehört das 1877 erstmals erschienene Buch System der Landwirthschaft, eine aus Vorlesungen entstandene Darstellung der gesamten Landwirtschaftslehre. In mehreren Publikationen beschäftigte er sich auch mit agrarhistorischen Themen. Weite Verbreitung in der landwirtschaftlichen Praxis fand sein Buch Die landwirthschaftlichen Unkräuter.
Thaer war im Studienjahr 1884/85 Rektor der Universität Gießen und führte seit 1896 den Titel Geheimer Hofrat.
Am 6. Oktober 1853 heiratete Thaer in Berlin Adelaide Clementine Mannkopf (1829–1896). Das Paar hatte sieben Kinder, darunter den späteren Hamburger Schulreformer Albrecht Wilhelm Thaer.

## Denkmal
Auf dem Schinkelplatz in Berlin steht eine Bronzestatue von ihm mit Erinnerungsplakette.

## Schriften (Auswahl)
- Über den Anbau der Lupine. Berlin 1859.
- Die Wirthschaftsdirection des Landgutes. Berlin 1861; 2. Aufl. 1879; 3. Aufl. 1896 = Thaer-Bibliothek Bd. 50.
- Die Landbau-Wissenschaft als Universitäts-Disziplin. Academische Antrittsrede gehalten am 6. Mai 1871 in der Aula der Ludwigs-Universität zu Gießen. Berlin 1871.
- System der Landwirthschaft. Berlin 1877; 2. umgearbeitete Aufl. ebd. 1896.
- Die altägyptische Landwirthschaft. Ein Beitrag zur Geschichte der Agricultur. Berlin 1881.
- Die landwirthschaftlichen Unkräuter. Farbige Abbildung, Beschreibung und Vertilgungsmittel derselben. Berlin 1881; 2. Aufl. ebd. 1893; 3. Aufl. ebd. 1905; 4. u. 5. Aufl. herausgegeben von Otto Appel ebd. 1923 u. 1927.